# 1786年康定-泸定地震
1786年康定-泸定地震发生于1786年6月1日（乾隆五十一年五月初六），震中据推定位于康定与得妥之间，震级为7.75级，震中烈度等于或大于X。此后还有数次余震，直至6月13日停止。此次地震发生在鲜水河断裂带上，使得康定、泸定地区遭受了严重破坏，远至贵州、湖南等地均有震感。
据时任四川总督保宁在奏折中的记载，此次地震破坏最为严重的地区包括雅州府打箭鑪厅（即康定）以及冷边、沈边、咱里三个土司。其中，康定城内“城垣全行倒塌，不存一雉，文武衙署、仓库、兵房等项全塌者一百六十九间，歪斜、脱落、墙壁倾颓者三百八十四间，其完善者十止一二”，同时“城内店铺倒塌七百二十七间，压毙内地商民三十五名，其无业食力贫民计五十一户，计倒塌土房五十四间，压毙民人五人”。而冷边、沈边、咱里则“共倒塌平民瓦土房一百二十七间，压毙男妇大小四名口，其三土司穷番碉房平房共倒塌六百七十一间，压毙男妇大小一百八十一名口”。
此外，此次地震还导致了大山摧崩、堵塞大渡河从而引发了水灾，据记载雅州府属的打箭鑪厅、清溪县及宁远府属的越巂厅等处有数千人受灾。